# Никифоров, Виктор Васильевич
Виктор Васильевич Никифоров (4 декабря 1931 года, Москва, СССР — 4 марта 1989 года, там же) — советский хоккеист, хоккейный тренер. Мастер спорта СССР (1956).

## Биография
Родился в Москве в 1931 году, с детства занимался спортом.
В возрасте 18 лет дебютировал в составе московского «Спартака». Затем играл за ЦДКА и новосибирский Дом офицеров, «Динамо» Москва, «Динамо» Новосибирск и вновь «Динамо» Москва.
Высокий и физически сильный хоккеист, обладал сильным и точным броском. Был лидером новосибирского хоккея 1950-х годов, в сезоне-1953/54 помог «Динамо» добиться выхода в класс «А». Годом позже стал лучшим снайпером сибиряков, забросив 10 шайб, после чего и последовало его приглашение в Москву.
В составе московского «Динамо» стал третьим призёром чемпионата страны 1956 года и финалистом розыгрыша Кубка СССР — 1956. Никифоров забросил семь шайб в чемпионате СССР, и тренер «Динамо» Аркадий Чернышев пригласил его в сборную на Олимпиаду 1956 года, где он в составе команды завоевал золото. В сборной образца 1956 года 24-летний Никифоров был одним из самых молодых.
После сезона в «Динамо» вернулся в «Спартак», в составе которого он провёл ещё несколько лет.
Спортивный журналист «Кузнецкого рабочего» Александр Гольцев писал: «Лично я вспоминаю, как Никифоров в 30-градусный мороз выходил на лед в легком трико и ситцевой — на голое тело — рубашечке и вытворял такое, что нам, мальчишкам, и не снилось: мог от одних ворот перебросить шайбу через все поле выше противоположных ворот, финты заворачивал самые невообразимые, катался грациозно и изящно. Словом, не хоккеист — само совершенство.»
Из-за частых нарушений режима спортивная карьера Никифорова закончилась рано — лишь три шайбы в сезоне-1958/59. Спустя год 29-летний хоккеист завершил карьеру. Работал тренером в «Локомотиве» Новокузнецк и «Торпедо» Усть-Каменогорск.
Похоронен на Преображенском кладбище.

## Статистика
| Сезон   | Команда            | Лига  | И  | Ш  | А | О | +/- | Шт |
| ------- | ------------------ | ----- | -- | -- | - | - | --- | -- |
| 1950/51 | ЦДКА Москва        | СССР  | -  | -  | - | - | -   | -  |
| 1951/52 | ОДО Новосиб.       | РСФСР | ?  | 2  | - | - | -   | -  |
| 1952/53 | ОДО Новосиб.       | СССР  | 5  | 4  | - | - | -   | -  |
| 1953/54 | Динамо Новосиб.    | СССР  | ?  | 10 | - | - | -   | -  |
| 1954/55 | Динамо Новосиб.    | СССР  | ?  | 10 | - | - | -   | -  |
| 1955/56 | Динамо Москва      | СССР  | 17 | 7  | - | - | -   | -  |
| 1955/56 | сб. СССР           | ОИ/ЧМ | 1  | 0  | - | - | -   | -  |
| 1957/58 | Спартак Москва     | СССР  | ?  | 12 | - | - | -   | -  |
| 1958/59 | Спартак Москва     | СССР  | ?  | 3  | - | - | -   | -  |
| 1959/60 | Металлург Сталинск | РСФСР | -  | -  | - | - | -   | -  |